# Богаевский, Пётр Григорьевич

Семья Богаевских

Пётр Григорьевич Богаевский (1836—1910) — донской казак, участник Севастопольской обороны.
Отец братьев Богаевских: Африкана и Митрофана.

## Биография
Родился 9 декабря (по другим данным 15 февраля) 1836 года в станице Каменской. Крещен 12 декабря в слободе Скасырской.
Окончил Новочеркасскую гимназию. Оставшись сиротой, бежал из дому к старшему брату на Дунай в казачий полк и там начал полковую службу.
Участвовал в обороне Севастополя конным ординарцем адмирала Нахимова и был произведен в первый офицерский чин. Затем служил на Кавказе и в Польше командиром сотни 4-го Донского казачьего полка.
В 1878 году после похода на Адрианополь вышел в отставку по болезни с чином войскового старшины.
Умер в 1910 году, похоронен в Новочеркасске на фамильном кладбище вместе со своей супругой.

## Послужной список
- службу начал казаком в полку № 42 с 16 марта 1853 по 16 мая 1856;
- урядник — с 30 августа 1853;
- за отличие в делах против англо-французов награждён чином хорунжего — 14 ноября 1855;
- в Учебном полку — с 20 августа 1856 по 20 августа 1857;
- в полку № 18 — с 11 мая 1859 года: сотник — с 1 июня 1862, участник польской компании 1863—1864 гг., в действительных сражениях за отличия в делах произведен в есаулы — 9 апреля 1863;
- в полку № 4 — с 21 сентября 1863 по 27 января 1867, за отличие в делах против поляков награждён орденом Св. Станислава 3 ст. с мечами и бантом — 6 марта 1864;
- вновь в Учебном полку — с 11 мая 1868 по 1 февраля 1869;
- в полку № 62 — с 4 апреля 1869 по 6 ноября 1871;
- в полку № 21 (впоследствии № 13) — с 5 мая 1872 по 15 декабря 1877, за отличие по службе произведен в войсковые старшины — 7 ноября 1874;
- в полку № 57 — с 30 апреля по 11 сентября 1878 года.

## Награды
- Награждён:
  - орденом Святого Станислава 3 степени с мечами и бантом,
  - Серебряной медалью за оборону Севастополя,
  - Бронзовой медалью в память Восточной войны 1853—1856 гг.,
  - Бронзовой медалью в память подавления польского восстания 1863—1864 гг.,
  - Бронзовой медалью в память Русско-Турецкой войны 1877—1878 гг.

### Семья
С 1865 года был женат на дочери капитана — Наталии Никитичне Федяй.
Их дети:
- дочь Надежда (1867—????) — была замужем за внуком генерала Я. П. Бакланова, умерла в эмиграции;
- дочь Наталья (1877—????);
- сын Африкан (1872—1934) — донской атаман;
- сын Пётр (1874—1915) — врач (его дети: Юрий — убит большевиками и священник Борис — в эмиграции);
- сын Митрофан (1881—1918) — заместитель Донского атамана;
- сын Януарий (1879—1970) — офицер, журналист, жил в эмиграции.